# 王師曾
王師曾（?—?），字魯堂，山東聊城人，清朝政治人物、進士出身。
咸豐九年，登進士，改庶吉士。咸豐十年，散館后，授翰林院編修。后任工科給事中。